# Niveladora de neve

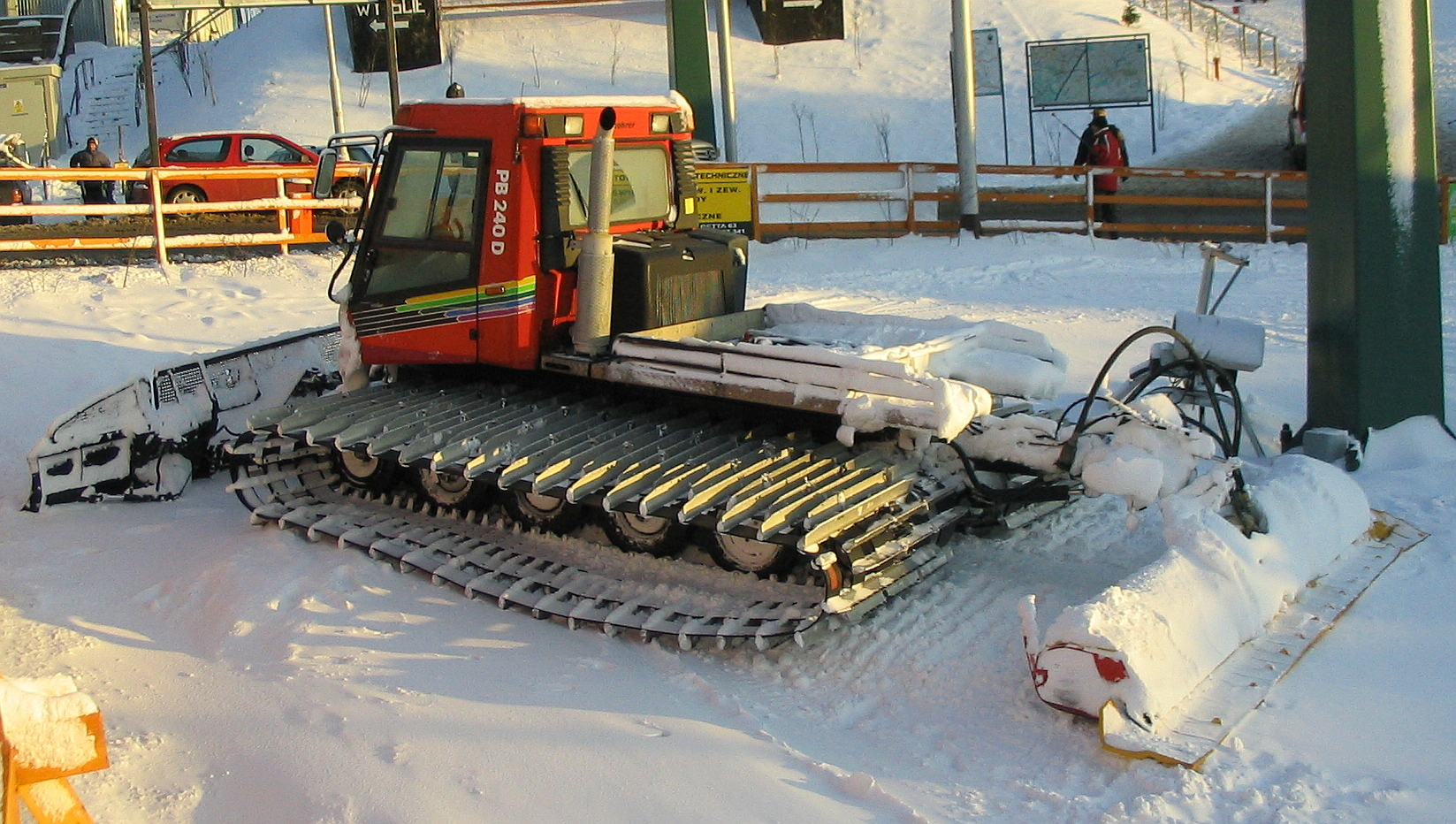
Uma motoniveladora em acção

Niveladora de neve é um veículo sobre correntes metálicas (trilhos) especialmente estudado para nivelar a superfície da neve nas pistas de esqui.
Aparelhos muitíssimo potentes (motores de várias centenas de cavalos), equipados com um guincho para poderem trabalhar em desníveis muito acentuados e equipados com um grande numero de faróis tanto na frente como atrás, estes aparelhos mesmo que muito confortáveis, são muito exigentes a nível do seu condutor pois que utilizados ao fim do dia entre às 17h às 1h ou 2h da madrugada com bom tempo, e das 3h da madrugada às 9h ou 10h da manhã aquando dos grandes nevões.

## Princípio
Os dois principais papeis de um niveladora de neve são o de aplainar a neve para se obter uma superfície esquiável tão plana como possível e de preservar o manto de neve indo recuperar neve para a por em locais onde falta.
As motoniveladoras de neve são compostas por:
- uma lâmina frontal para dar forma à pista, quebrar as bossas, encher os buracos, e empurrar a neve.
- as correntes metálicas (trilhos), como as de um carro de combate, sobre as quais o aparelho se deslocar e que ao mesmo tempo servem para compactar a neve
- um rolo para alisar o conjunto.

A característica deste rolo é ser estriado e assim criar pequenos socalcos para aumentarem a superfície da neve em contacto com o ar e mantê-la o mais fria e isso durante o maior tempo possível.

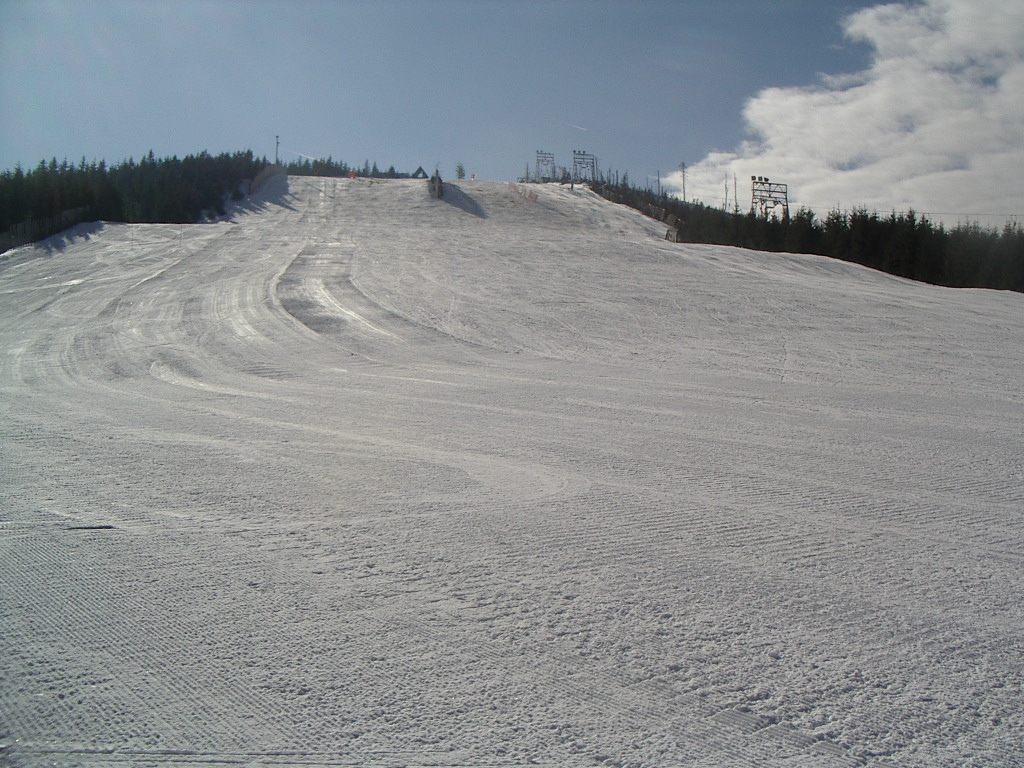
Pista de esqui damée

## Imagens externas
Série de imagens com Dameuses